# 시노프

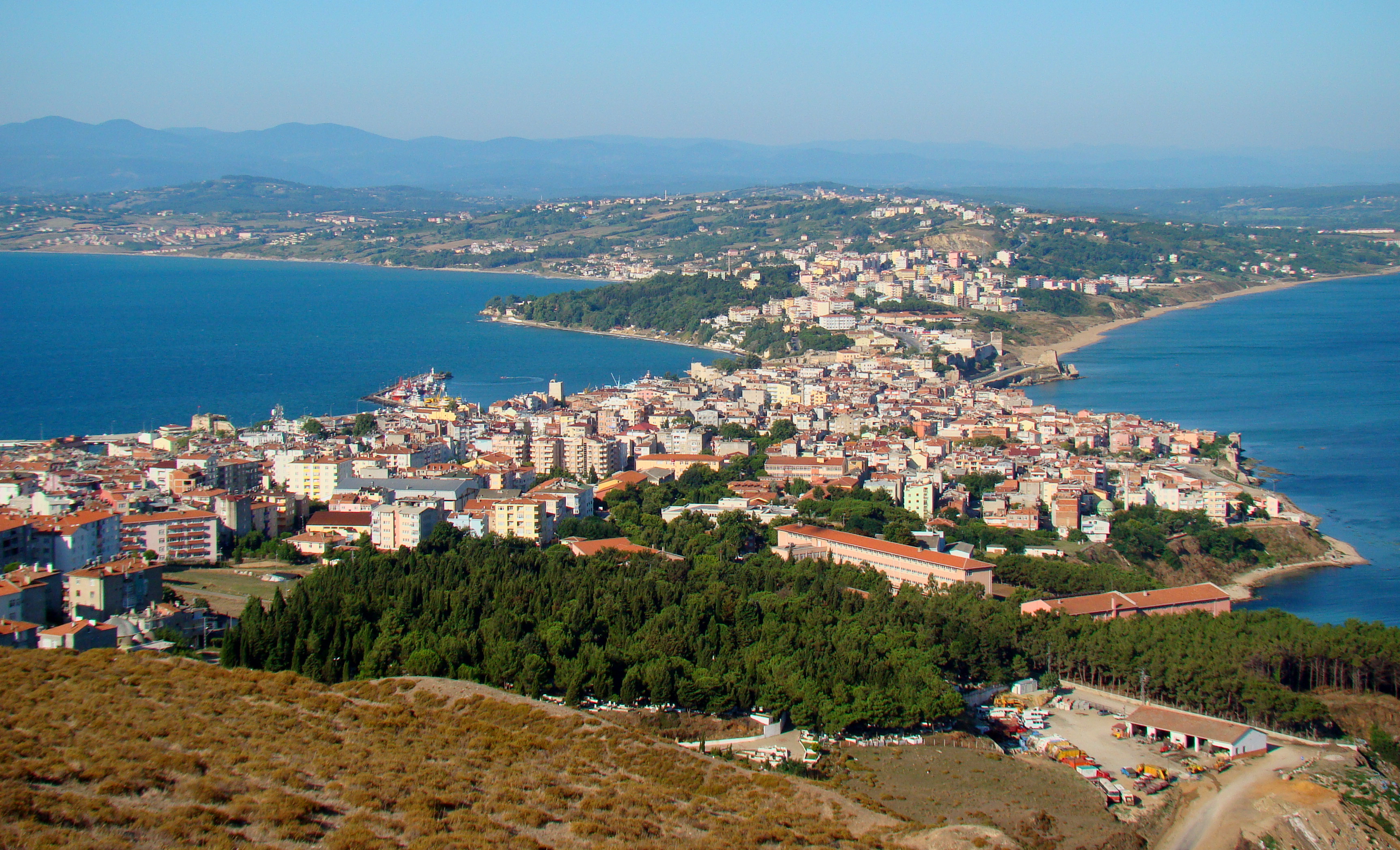
시노프 시가지

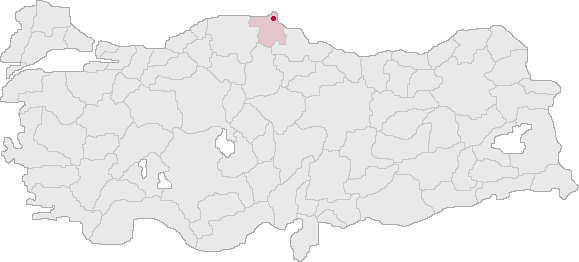
시노프의 위치

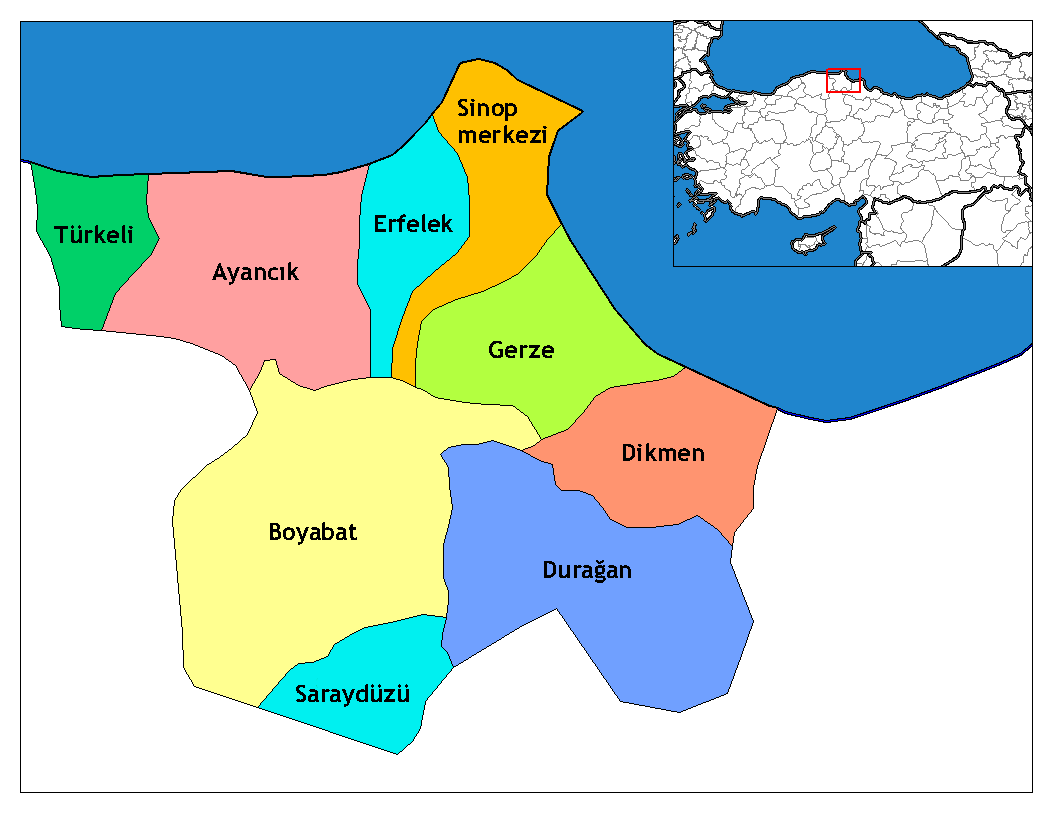
시노프 주의 군

시노프(튀르키예어: Sinop) 또는 시노피(그리스어: Σινώπη, Sinope)는 튀르키예 북부와 흑해 연안에 위치한 도시로, 시노프 주의 주도이며 인구는 202,740명(2010년 기준)이다.

## 역사
히타이트 시대에 시누와(Sinuwa)가 건설되었고 기원전 7세기 고대 그리스인들이 밀레토스(Miletus)를 세우고 식민지로 삼았다. 흑해 무역항과 유프라테스강 상류 계곡의 무역 경로가 되면서 크게 발전했다.
기원전 4세기까지 아케메네스 왕조의 지배를 받았고 기원전 183년 파르나케스 1세가 이끄는 군대에 정복되면서 폰토스 왕국의 수도가 되었다. 기원전 70년 로마 제국에 정복되었고 기원전 47년 율리우스 카이사르가 콜로니아 율리아 펠릭스(Colonia Julia Felix)를 세우고 식민지로 삼았다. 비잔틴 제국의 지배를 받았지만 1204년 제4차 십자군이 콘스탄티노폴리스를 점령하면서 트라페주스 제국의 지배를 받게 되었고 1214년에는 셀주크 투르크 세력에 정복되기에 이른다. 이후 룸 셀주크의 신하국인 잔다르 왕조의 지배를 받다가 1458년 오스만 제국에 정복되었다. 1853년 크림 전쟁 때 러시아 제국군의 공격으로 파괴되었다.
1920년 당시 시노프는 약 8천 명의 인구를 가졌으며, 대체로 그리스인이 거주하는 곳으로 묘사되었다. 이들은 그리스-터키 인구 교환으로 1923년까지 그리스로 이주되었다. 그리고 당시의 시노프는 보스포루스 해협과 바투미 사이의 해안에서 가장 "안전한" 항구로 여겨졌다.
냉전기 당시 시노프에는 미국 해군의 기지가 있었으며 정보수집에 있어서 중요한 곳이었다. 미 해군기지는 1992년에 폐쇄되었다.

## 기후
| Sinop의 기후                                       | Sinop의 기후 | Sinop의 기후 | Sinop의 기후 | Sinop의 기후 | Sinop의 기후 | Sinop의 기후 | Sinop의 기후 | Sinop의 기후 | Sinop의 기후 | Sinop의 기후 | Sinop의 기후 | Sinop의 기후 | Sinop의 기후  |
| 월                                                 | 1월          | 2월          | 3월          | 4월          | 5월          | 6월          | 7월          | 8월          | 9월          | 10월         | 11월         | 12월         | 연간          |
| -------------------------------------------------- | ------------ | ------------ | ------------ | ------------ | ------------ | ------------ | ------------ | ------------ | ------------ | ------------ | ------------ | ------------ | ------------- |
| 일평균 최고 기온 °C (°F)                           | 9.7 (49.5)   | 9.6 (49.3)   | 10.5 (50.9)  | 14.1 (57.4)  | 18.3 (64.9)  | 23.0 (73.4)  | 25.8 (78.4)  | 26.2 (79.2)  | 23.0 (73.4)  | 19.2 (66.6)  | 15.5 (59.9)  | 12.1 (53.8)  | 17.2 (63.1)   |
| 일일 평균 기온 °C (°F)                             | 6.9 (44.4)   | 6.6 (43.9)   | 7.5 (45.5)   | 10.7 (51.3)  | 15.0 (59.0)  | 19.8 (67.6)  | 22.8 (73.0)  | 23.1 (73.6)  | 19.9 (67.8)  | 16.2 (61.2)  | 12.5 (54.5)  | 9.2 (48.6)   | 14.2 (57.5)   |
| 일평균 최저 기온 °C (°F)                           | 4.6 (40.3)   | 4.2 (39.6)   | 5.1 (41.2)   | 8.1 (46.6)   | 12.3 (54.1)  | 16.9 (62.4)  | 19.9 (67.8)  | 20.3 (68.5)  | 17.3 (63.1)  | 13.7 (56.7)  | 9.9 (49.8)   | 6.9 (44.4)   | 11.6 (52.9)   |
| 평균 강수량 mm (인치)                              | 73.6 (2.90)  | 50.3 (1.98)  | 49.7 (1.96)  | 38.6 (1.52)  | 33.5 (1.32)  | 34.2 (1.35)  | 33.8 (1.33)  | 41.8 (1.65)  | 66.7 (2.63)  | 86.5 (3.41)  | 85.6 (3.37)  | 87.2 (3.43)  | 681.5 (26.85) |
| 평균 강우일수                                      | 15.5         | 13.4         | 13.3         | 11.6         | 10.3         | 8.2          | 5.5          | 6.3          | 9.1          | 12.2         | 13.1         | 15.8         | 134.3         |
| 평균 상대 습도 (%)                                 | 68           | 68           | 73           | 75           | 76           | 74           | 74           | 67           | 71           | 71           | 68           | 68           | 71            |
| 평균 월간 일조시간                                 | 71.3         | 86.8         | 127.1        | 153          | 207.7        | 264          | 291.4        | 263.5        | 207          | 145.7        | 96           | 68.2         | 1,981.7       |
| 출처 1: Sinop Turkish State Meteorological Service |              |              |              |              |              |              |              |              |              |              |              |              |               |
| 출처 2: Weatherbase                                |              |              |              |              |              |              |              |              |              |              |              |              |               |